# Vennezey
Vennezey (prononcé /vɛ.n(ə).zɛ/) est une commune française située dans le département de Meurthe-et-Moselle en région Grand Est et dans la région historique de Lorraine. D'une superficie de 343 hectares, la commune fait partie de la CC3M dans le canton de Lunéville-2. En 2014, elle comptait 55 habitants. C'est une des plus petites communes du département et c'est la dix-septième moins peuplée.
Le maire de ce village est Nicolas Balland, élu en mai 2022 à la suite du décès brutal de la maire Dominique Wederhake en février de la même année.

## Géographie

### Localisation
Vennezey est située à 33 kilomètres de Nancy, 16 kilomètres de Lunéville et 6,5 kilomètres de Gerbéviller.
Communes limitrophes de Vennezey

### Géologie et relief
Vennezey a une altitude moyenne de 285 m avec une altitude maximale de 303 m et une altitude minimale de 267 m. La mairie est à 280 m d'altitude.
La commune est située sur un terrain argileux et sur une couche sédimentaire datant de l'Oligocène.
Une curiosité géologique peut être observée depuis le village et les environs. Il s'agit d'un ancien volcan, situé sur le territoire de la commune d'Essey-la-Côte, culminant à 415 m (100 m de dénivelé par rapport au village d'Essey-la-Côte). Du sommet de celui-ci, on peut apercevoir par temps clair trente-cinq villages[réf. nécessaire]. Il s'est formé il y a quelque 27 millions d'années environ (Oligocène supérieur), lors de l'activité tertiaire du fossé rhénan.
Dans les champs, on peut trouver des pierres noires, du basalte, qui ont jailli du volcan. Cette roche a été étudiée en 1976 et datée pour servir de standard géochimique (dit « basalte BR », classé parmi les Néphélinites à mélilite) au Centre de recherches pétrographiques et géochimiques (CRPG) de Nancy. Ce standard est un étalon utilisé lors du contrôle et du calcul des analyses chimiques.
La composition de la roche magmatique la rapproche de roches de celles trouvées sur les pentes du Nyiragongo en République démocratique du Congo, sur la presqu'île du Cap-Vert à Dakar au Sénégal ou encore dans certaines zones de l'archipel d'Hawaï.

### Voies de communication et transports
Vennezey compte trois rues dont la plus grande est la rue des Deux Fontaines. Elle comporte la majeure partie des logements du village. La rue de la Prairie est la deuxième plus longue. Enfin la rue de l'Église, qui comporte la mairie et l'église, fait la jonction entre les deux.
On peut aussi noter la présence d'un chemin communal autrefois appelé Chemin de Derrière-la-Ville. Sur la carte des Naudin, le chemin venant d'Essey-la-Côte passe effectivement derrière le village, en parallèle de l'actuelle rue des 3-Fontaines qui est représentée comme une bifurcation de ce chemin.
Le territoire est traversé par deux routes départementales, la D 22 d'est en ouest et la D 144. Elle est reliée à la commune voisine de Saint-Boingt par une route communale. La gare la plus proche est celle de Bayon.

### Hydrographie
La commune est dans le bassin versant du Rhin au sein du bassin Rhin-Meuse. À l'est puis au nord, le territoire est délimité par le ruisseau du Palebœuf. Ce ruisseau draine l'ensemble du territoire communal en recevant plusieurs petits cours d'eau intermittents. Il se jette dans l'Euron sur le territoire proche de Rozelieures. Il peut être traversé par un pont à l'entrée Nord du village,.

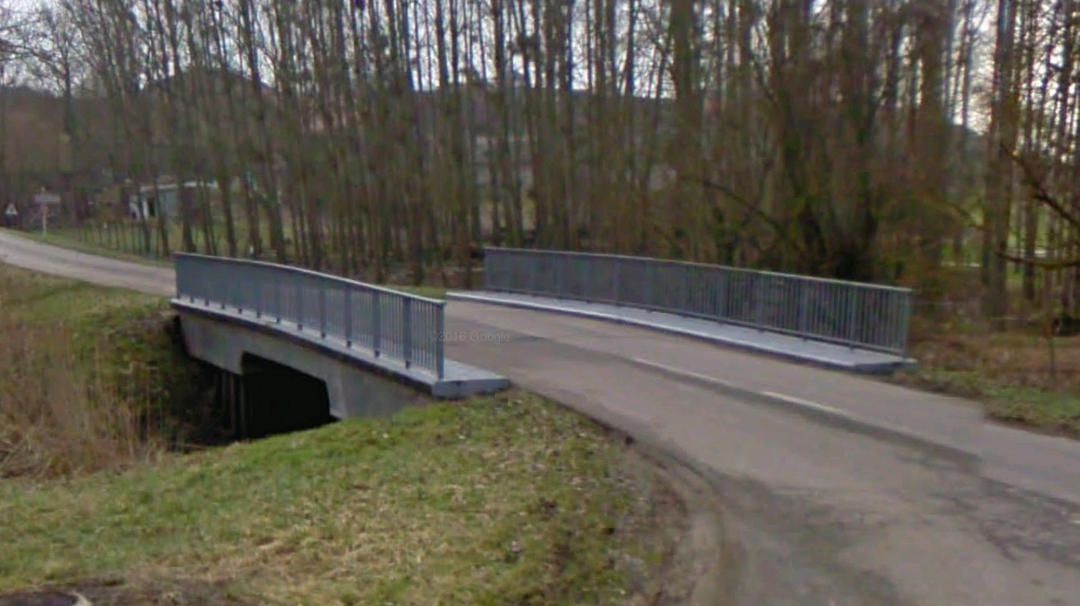
Pont enjambant le ruisseau de Palebœuf à l'entrée de la commune.
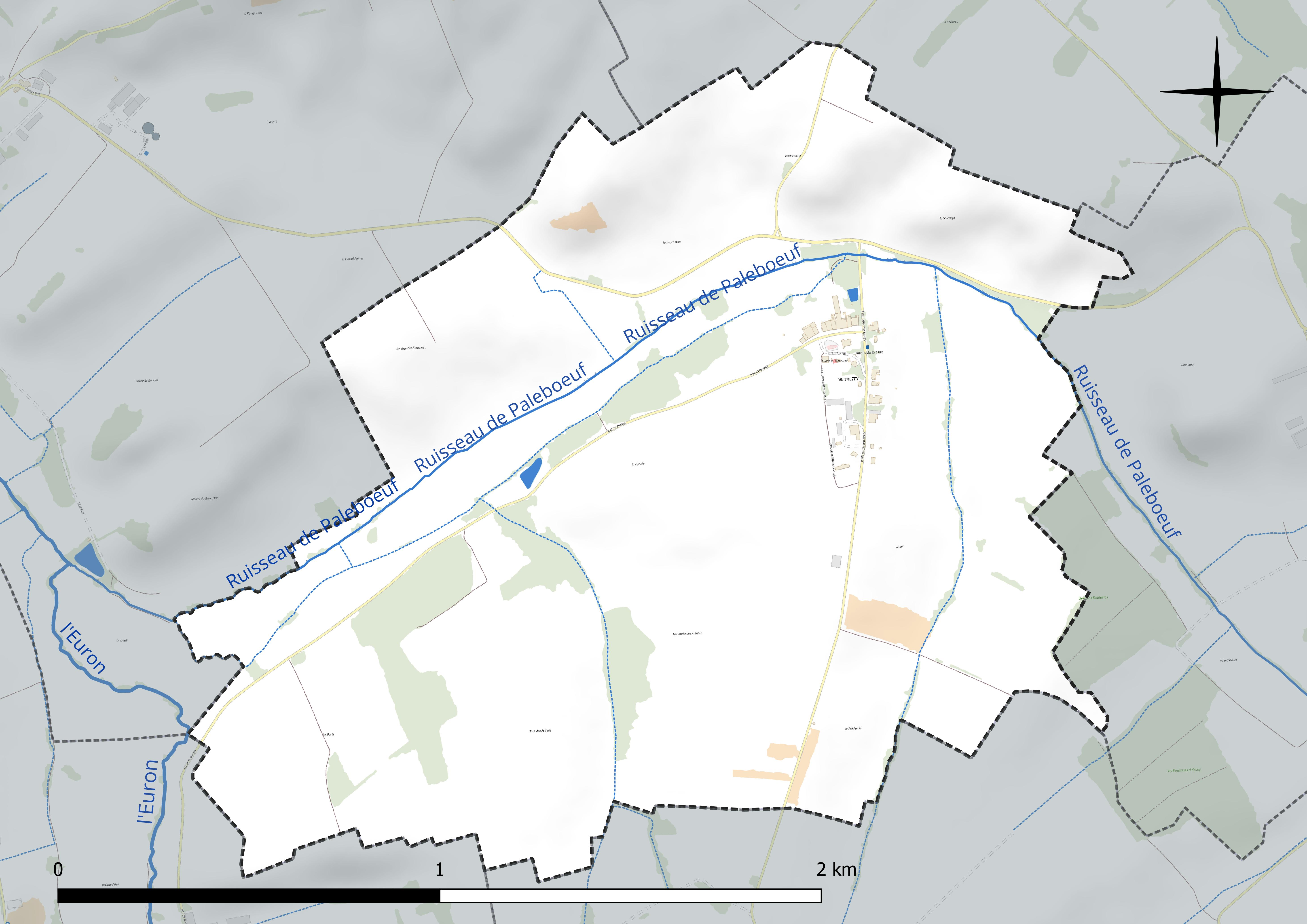
Réseau hydrographique de Vennezey.

### Climat
Pour des articles plus généraux, voir Climat du Grand Est et Climat de Meurthe-et-Moselle.
En 2010, le climat de la commune est de type climat des marges montargnardes, selon une étude du Centre national de la recherche scientifique s'appuyant sur une série de données couvrant la période 1971-2000. En 2020, Météo-France publie une typologie des climats de la France métropolitaine dans laquelle la commune est exposée à un climat semi-continental et est dans la région climatique  Lorraine, plateau de Langres, Morvan, caractérisée par un hiver rude (1,5 °C), des vents modérés et des brouillards fréquents en automne et hiver. 
Pour la période 1971-2000, la température annuelle moyenne est de 9,5 °C, avec une amplitude thermique annuelle de 16,9 °C. Le cumul annuel moyen de précipitations est de 889 mm, avec 12 jours de précipitations en janvier et 9,9 jours en juillet. Pour la période 1991-2020, la température moyenne annuelle observée sur la station météorologique de Météo-France la plus proche, « Roville », sur la commune de Roville-aux-Chênes à 12 km à vol d'oiseau, est de 10,3 °C et le cumul annuel moyen de précipitations est de 833,3 mm. 
La température maximale relevée sur cette station est de 40 °C, atteinte le 25 juillet 2019 ; la température minimale est de −24,5 °C, atteinte le 2 janvier 1971,,. 
Les paramètres climatiques de la commune ont été estimés pour le milieu du siècle (2041-2070) selon différents scénarios d'émission de gaz à effet de serre à partir des nouvelles projections climatiques de référence DRIAS-2020. Ils sont consultables sur un site dédié publié par Météo-France en novembre 2022.

## Urbanisme

### Typologie
Au 1er janvier 2024, Vennezey est catégorisée commune rurale à habitat très dispersé, selon la nouvelle grille communale de densité à sept niveaux définie par l'Insee en 2022.
Elle est située hors unité urbaine et hors attraction des villes,.

### Occupation des sols
L'occupation des sols de la commune, telle qu'elle ressort de la base de données européenne d’occupation biophysique des sols Corine Land Cover (CLC), est marquée par l'importance des territoires agricoles (100 % en 2018), une proportion identique à celle de 1990 (100 %). La répartition détaillée en 2018 est la suivante : prairies (46,3 %), terres arables (42,6 %), zones agricoles hétérogènes (11,1 %). L'évolution de l’occupation des sols de la commune et de ses infrastructures peut être observée sur les différentes représentations cartographiques du territoire : la carte de Cassini (XVIIIe siècle), la carte d'état-major (1820-1866) et les cartes ou photos aériennes de l'IGN pour la période actuelle (1950 à aujourd'hui).

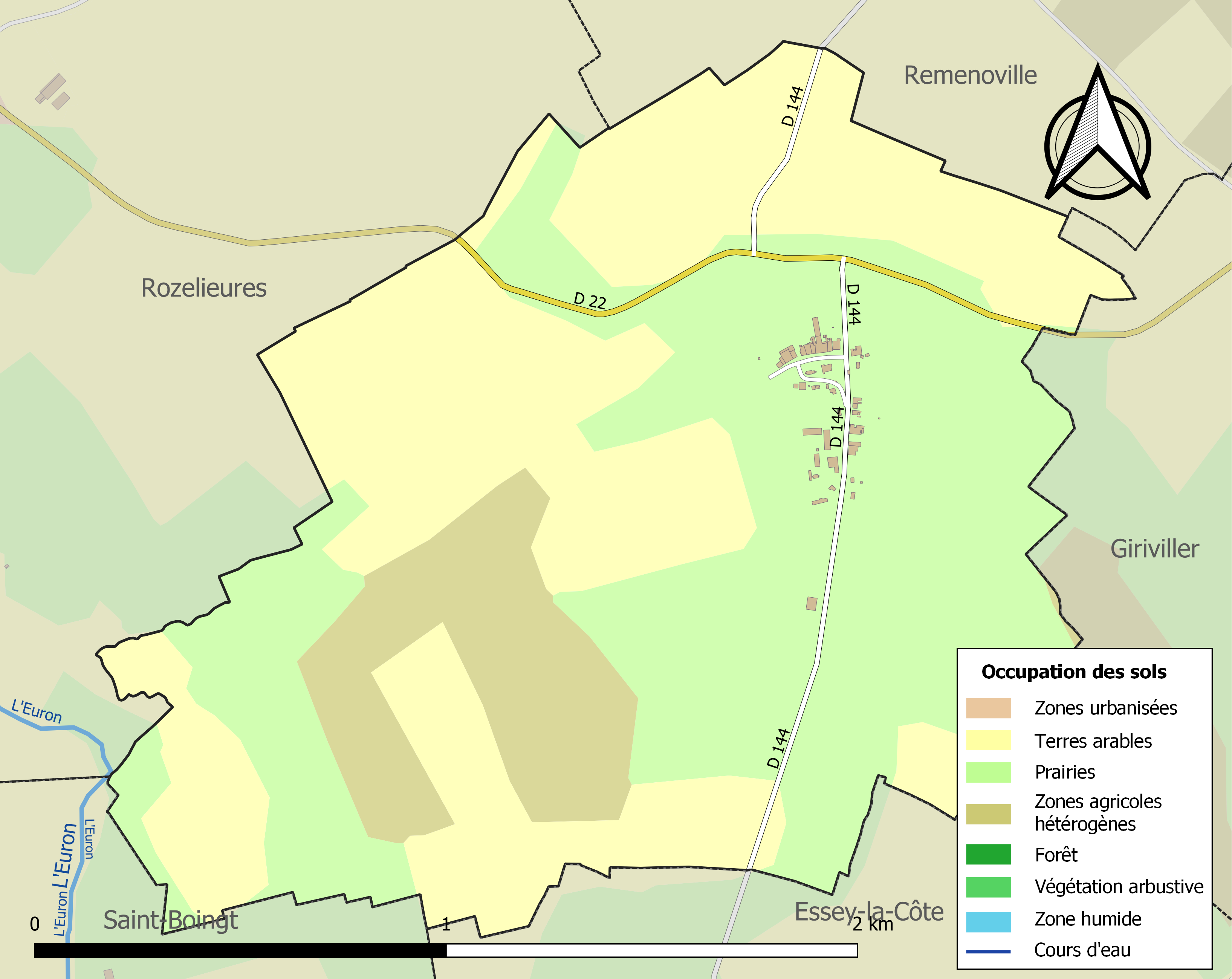
Carte des infrastructures et de l'occupation des sols de la commune en 2018 (CLC).

## Toponymie
Le nom de la localité est attesté sous les formes Venerzey (1291) ; Vernezeyo, Vernazies et Vernezei (1302) ;Venexeyum et Veneχeyo (on remarque la lettre [chi]) (1394) ; Venaseyum (1402) ; Wenezey (1533) ; Wennezey, Wennezelle (1538) ; Ventzey (1550) ; Venazey (XVIe siècle).

Il a existé à la veille de la Révolution un patronyme De Vennezey que l'on rencontrait à Paris. Rien ne prouve cependant qu'il y ait un lien avec la commune éponyme.

Dans la monographie de la commune de 1889, il est aussi fait état d'orthographes plus anciennes de ce nom telles que Venezey et Ve'nezey et sur les cartes des Naudin, on lit Veneze.

Dans la seconde moitié du XXe siècle, on entendait parfois prononcer Vane'zé.

Selon Ernest Nègre dans sa toponymie générale de France, Le nom de la commune se serait formé sur la combinaison d'un nom de personne de l'ancien gaulois et du suffixe latin acum, devenu -ey, qui désigne une propriété rurale.

## Histoire

### Période pré romaine
Dans la revue l'annuaire général des Vosges parue en 1898, un article mentionne une voie antique partant de Vennezey, passant entre Magnières et Saint-Pierremont, traversant Domptail et aboutissant à Deneuvre. Dans un numéro de la revue Gallia paru en 1986 et à propos de fouilles archéologiques réalisées à Seranville, on mentionne une voie antique allant de Clayeures à Baccarat. Il semble qu'il s'agisse de la même route.

### Moyen Âge
Le 5 août 1291, l'abbaye de Moyenmoutier acquiert contre 4 livres du toulois des biens situés à Essey-la-Côte, à Rozelieures et à Vennezey. 
Le Pouillé du diocèse de Toul de 1402 mentionne une maison des hospitaliers à Vennezey.

### Ancien régime

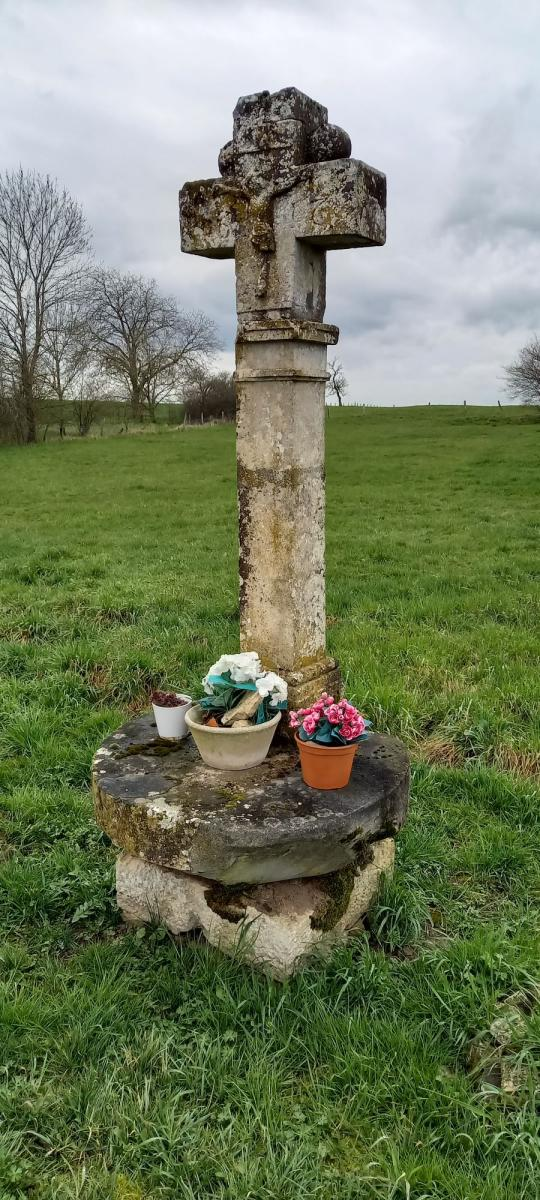
Croix de chemin datant du début XVIIe siècle située à l'entrée Sud-Est du village.

Dans un « recueil des bénéfices du Duché de Lorraine » rédigé à la fin du XVIe siècle, il est mentionné une commanderie à Vennezey, mais celle-ci n'est citée dans aucun titre plus ancien. Dans ce recueil, il est question d'une maison seigneuriale et d'une chapelle Sainte-Catherine située près du village et dépendant de la commanderie de Saint-Jean du Vieil-Aîstre.
La chapelle fut brûlée « par les gens de guerre » en 1635. Il n'existe pas de document connu qui permet de situer cette chapelle, hormis le plan du premier cadastre qui contient un lieu-dit Corvée de la Chapelle, à la sortie gauche du village en direction de Saint-Boingt.
Selon Charles Pfister, Le commandeur du Vieil-Aîstre est le seul seigneur foncier, moyen et bas justicier. Il nomme le maire, les officiers de justice et le curé.
En 1581 Denis Guerard de Vennezey est brûlé pour sorcellerie.
En 1600 un chapitre est créé avec le but de former des prêtres. Cette institution serait à l'origine de l'imposante bâtisse du milieu du village, près de l'église. Henri Lepage cite le chapitre de Sainte-Catherine à Vennezey mais sans plus de précisions.
Le 8 avril 1614, le duc Henri II et le comte de Tornielle seigneur de Gerbéviller, concluent un échange par lequel le duc cède la haute justice de Vennezey, finage et dépendances ainsi que le droit de créer un maire. À partir de cette date, Vennezey passe dans la seigneurie de Gerbéviller, élevée en marquisat en 1621. Le commandeur du vieil Aîstre qui revendique aussi le droit de créer des officiers de justice intente un procès dont l’issue lui est défavorable en 1621.
Le 22 avril 1615, une transaction a lieu entre l'abbé de Chaumouzey d'une part, et les curés d'Essey-la-Côte, Saint-Boingt et Vennezey d'autre part au nom de l'abbaye de Belchamp. C'est à propos de la dîme sur une contrée sise à Essey-la-Côte.
Dans une déclaration d'août 1704 portant règlement pour les cinq haut-conduits de Lorraine et du Barrois, Vennezey est mentionné comme faisant partie de la prévôté de Charmes et du haut-conduit de Salins-l'Étape. concernant cette prévôté, plusieurs historiens la mentionnent comme une erreur. Cela semble confirmé par le point suivant.
En 1710, Vennezey dépend de la prévôté de Rosières et du bailliage de Nancy.
En 1751, le village est rattaché au bailliage de Lunéville. Il s'y applique le droit coutumier de Lorraine.
La même année 1751, le sieur Galland est nommé vicaire de la paroisse de Clayeures. L'acte paroissial de nomination est signé H. Gouhier, curé de Vennezey.
En 1738 Vennezey possède 250 jours (~50 hectares) de bois sur le ban d'Essey-la-Côte, indivis avec la Seigneurie de la rue Saint-Léopold de cette dernière commune.
Entre 1767 et 1778, les impôts de Vennezey dus au marquisat de Gerbéviller étaient affermés pour 40 livres, sans compter les fermages agricoles.

### Révolution françaiseetPremier Empire
Quatre curés ayant des attaches à Vennezey et deux personnes laïques sont portés sur la liste des émigrés du district de Lunéville pour l'année 1792,.
En 1791 Humbert-François Navier est nommé curé constitutionnel de la paroisse. Il abdique de ses fonctions en l'an II (1793).
Nicolas Gouyer dit le fin prêtre, natif de Franconville, curé de Vennezey, refusa de prêter serment à la Constitution en 1791. Il se retira alors à Essey-la-Côte, paroisse annexe de celle de Vennezey mais située temporairement dans le département des Vosges. L'administration d'Épinal le rencensa comme insermenté. Cette inscription lui valu d'être incarcéré  aux carmélites à Nancy où il mourut le 6 août 1794. Il était alors âgé de  70 ans.
Jusqu'à la Révolution, la paroisse de Vennezey a Essey-la-Côte pour annexe.
En 1802, Essey devient le siège de la paroisse et Vennezey son annexe.

### Époque contemporaine
En 1822, la forêt située sur le territoire d'Essey-la-Côte, jusque là bien commun des deux villages, est séparée en deux. Vennezey se voit attribués environ 50 hectares dans l’extrémité Ouest de ce massif.
Le Bulletin des lois de la République de 1876 mentionne un décret du 7 mai 1875 autorisant l'exercice du culte dans l'église de Vennezey qui prendra la désignation de chapelle de secours.
En 1879 et 1880, éclate un conflit entre le conseil municipal de Vennezey et la préfecture de Meurthe-et-Moselle. Tous s'entendent pour dire que des travaux sont nécessaires à l'école pour un montant d'environ 500 francs mais les édiles exigent une plus grande participation de l'État et surtout, refusent d'augmenter les impôts locaux, même temporairement envers les contribuables les plus favorisés. Confrontée à ce qu'elle juge être de la « mauvaise foi », l'autorité préfectorale décrète l'application de l'article 14 de la loi du 1er juin 1878 qui rend cette dépense obligatoire pour la commune.
En 1888 le territoire compte 4 ha 19 de vignes produisant en moyenne annuelle 105 hectolitres, ce qui correspond à environ la moitié de la consommation du village. Ce vin est à l'époque jugé de bonne qualité et agréable au goût.
L'almanach-annuaire du Lunévillois pour l'année 1890 relève la présence d'un boulanger à Vennezey. L'annuaire général de l'épicerie de 1896 note un épicier à Vennezey.
Par décret ministériel du 16 novembre 1910, les biens de la fabrique de l'église d'Essey-la-Côte, préalablement placés sous séquestre, sont attribués au bureau de bienfaisance de la commune. Cela signifie qu'il n'avait pas été créé d'association cultuelle, conformément à la loi de séparation des Églises et de l'État. Ces biens comprenaient du mobilier de l'Église d'Essey, une rente sur l'État de 123 francs, un jardin et 3 petites chenevières. Les terrains dépendaient de l'Église annexe de Vennezey.
En 1922, il y a 68 habitants dans 25 maisons. On note que la secrétaire de mairie est institutrice et que le village compte 2 courtiers en bestiaux ainsi qu'un aubergiste et un garde-champêtre.
Le Journal officiel du 1er février 1931 publie une liste de noms de personnes nommées officiers de l'instruction publique dans laquelle figure Nicolas-Elie Jacquot, alors maire de Vennezey. Il est récompensé pour « services rendus à l'enseignement ».

### Première Guerre mondiale
Le site mémoire des hommes recense 97 fiches de soldats français tués sur le territoire de la commune pendant la bataille de Rozelieures, en 1914.
En août 1916 sont publiés de nouveaux devis pour la reconstruction. Les travaux prévus à Vennezey sont estimés à 3 000 francs.
Édité en 1919, La liste des personnes désignées par les puissances alliées cite les noms de plusieurs officiers supérieurs allemands « impliqués dans les crimes de Vennezey, Reménoville, Seranville, Giriviller, Vallois, Flin et Fraimbois commis les 24 et 25 août 1914». Selon ce document officiel, les personnes incriminées « ont toléré et même ordonné les pillages systématiques des villages ainsi que des atrocités et des forfaits ».

### Seconde Guerre mondiale
Le 20 juin 1940 lors de l'invasion de la région par les troupes allemandes, il y eut un accrochage dans le village entre un motocycliste de l'armée française et les envahisseurs. Le soldat français fut tué.

### École communale
L'école élémentaire communale a fonctionné jusqu'en 1959. À l'automne 1959, elle a été regroupée avec celle de Giriviller.

## Politique et administration

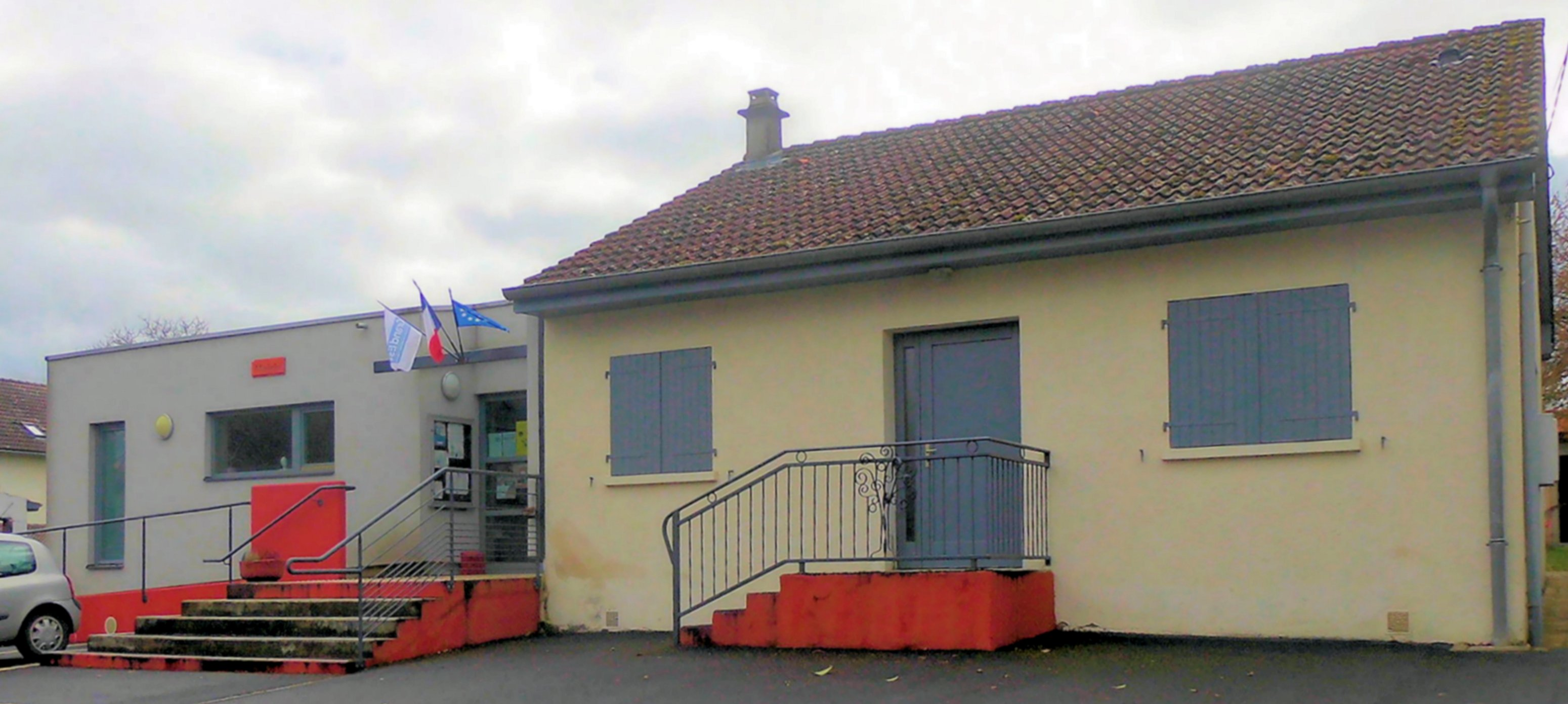
La mairie.

### Liste des maires
| Période                                  | Période                   | Identité                | Étiquette | Qualité                                     |
| ---------------------------------------- | ------------------------- | ----------------------- | --------- | ------------------------------------------- |
| Les données manquantes sont à compléter. |                           |                         |           |                                             |
| avant 1778                               | avant 1780                | Jean Simon              |           |                                             |
|                                          |                           |                         |           |                                             |
| avant 1832                               | 1840                      | Jean-Claude Grandclaude |           |                                             |
| 1841                                     | 1844                      | Nicolas Grandclaude     |           |                                             |
| 1844                                     | 1848                      | Claude Joseph Pernin    |           |                                             |
| 1849                                     | 1851                      | Jean-Claude Grandclaude |           |                                             |
| 1851                                     | 1852                      | Victor Robert           |           |                                             |
| juillet 1852                             | 1860                      | Victor Robert           |           | nommé par le préfet ; loi du 7 juillet 1852 |
| 1860                                     | 1865                      | Jean Claude Grandclaude |           |                                             |
| 1865                                     | 1871                      | Victor Robert           |           |                                             |
| 1871                                     | 1874                      | Jean Claude Grandclaude |           |                                             |
| 1874                                     | 1879                      | Constant Husson         |           |                                             |
| 1879                                     |                           | Jean Joseph Poirine     |           |                                             |
| 1888                                     | 1904                      | Jules Grandclaude       |           |                                             |
| 1904                                     | 1908                      | Albert Balland (père)   |           |                                             |
| 1908                                     | 1931                      | Nicolas-Élie Jacquot    |           | Officier de l'instruction publique          |
| 1931                                     | 1947                      | Paul Houot              |           |                                             |
| 1947                                     | 1970                      | Albert Balland (fils)   |           | décédé en cours de mandat                   |
| 1970                                     | 1977                      | Joseph Morque           |           |                                             |
| 1977                                     | 1983                      | Jean Houot              |           | décédé en cours de mandat                   |
| octobre 1983                             | juin 1995                 | Alain Choffel           |           |                                             |
| juin 1995                                | mars 2008                 | Rémy Bergé              |           |                                             |
| mars 2008                                | mars 2014                 | Françoise Balland       |           |                                             |
| mars 2014                                | février 2022              | Dominique Wederhake     |           | décédée en cours de mandat                  |
| mai 2022                                 | En cours (au 27 mai 2022) | Nicolas Balland         |           |                                             |

## Population et société

### Démographie
L'évolution du nombre d'habitants est connue à travers les recensements de la population effectués dans la commune depuis 1793. Pour les communes de moins de 10 000 habitants, une enquête de recensement portant sur toute la population est réalisée tous les cinq ans, les populations de référence des années intermédiaires étant quant à elles estimées par interpolation ou extrapolation. Pour la commune, le premier recensement exhaustif entrant dans le cadre du nouveau dispositif a été réalisé en 2006.

En 2022, la commune comptait 38 habitants, en évolution de −25,49 % par rapport à 2016 (Meurthe-et-Moselle : −0,13 %, France hors Mayotte : +2,11 %).
| 1793 | 1800 | 1806 | 1821 | 1831 | 1836 | 1841 | 1846 | 1851 |
| ---- | ---- | ---- | ---- | ---- | ---- | ---- | ---- | ---- |
| 90   | 91   | 81   | 90   | 101  | 90   | 93   | 115  | 126  |

| 1856 | 1861 | 1872 | 1876 | 1881 | 1886 | 1891 | 1896 | 1901 |
| ---- | ---- | ---- | ---- | ---- | ---- | ---- | ---- | ---- |
| 105  | 101  | 104  | 89   | 82   | 82   | 79   | 78   | 68   |

| 1906 | 1911 | 1921 | 1926 | 1931 | 1936 | 1946 | 1954 | 1962 |
| ---- | ---- | ---- | ---- | ---- | ---- | ---- | ---- | ---- |
| 64   | 79   | 68   | 65   | 56   | 56   | 53   | 45   | 42   |

| 1968 | 1975 | 1982 | 1990 | 1999 | 2006 | 2011 | 2016 | 2021 |
| ---- | ---- | ---- | ---- | ---- | ---- | ---- | ---- | ---- |
| 51   | 48   | 45   | 43   | 45   | 36   | 52   | 51   | 41   |

| 2022 | - | - | - | - | - | - | - | - |
| ---- | - | - | - | - | - | - | - | - |
| 38   | - | - | - | - | - | - | - | - |

### Enseignement
La commune dépend des établissements de Magnières et de Remenoville pour l'école primaire, du collège de Gerbéviller et des lycées lunévillois pour le secondaire.

### Santé
Le centre hospitalier le plus proche se situe à 21 km à Lunéville.

## Culture locale et patrimoine

### Lieux et monuments
Un chapitre, a été construit en l'an 1600 pour former les prêtres des environs. Ce bâtiment constitue la base d'une grosse maison du village à côté de l'église.
L'église date de la même époque mais a été reconstruite à neuf vers 1855. Elle a été bâtie dans un style simpliste, entièrement en pierre avec une couverture en tuiles mécaniques, et dans des dimensions modestes (22 mètres de long pour 7 mètres de large). Elle possède 6 fenêtres de forme ovale et une porte en chêne à double battant, le deuxième battant n'étant ouvert que pour les cérémonies funèbres.
Durant la seconde moitié du XIXe siècle, ses cloches étaient réputées pour avoir le meilleur son des environs.

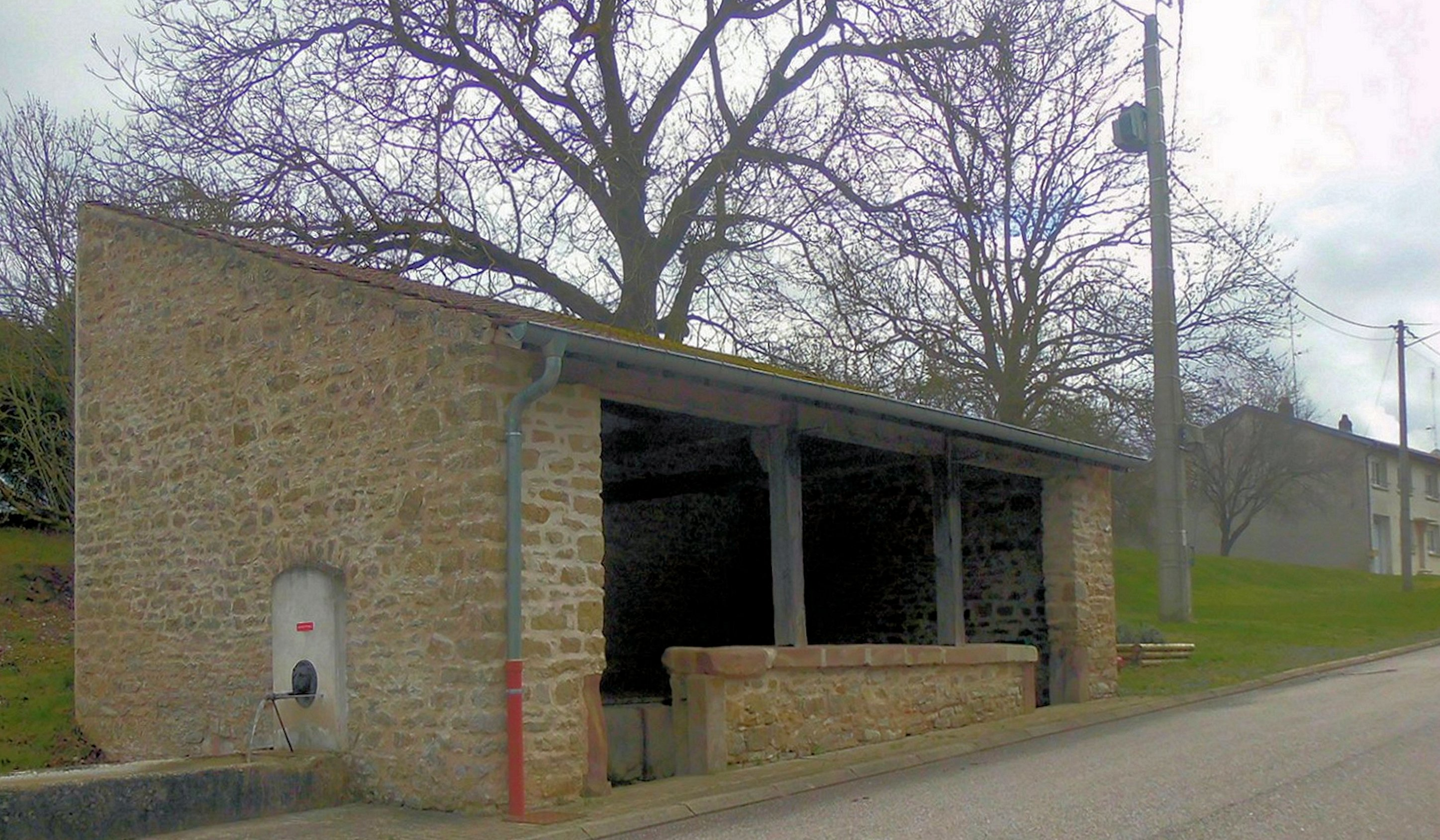
Le lavoir, joliment restauré.

### Héraldique
| Blason de Vennezey | Blason  | Blasonnement : écartelé d’argent à la croix de Malte de gueules et de gueules semé de croix pommetées au pied fiché d’argent à deux bars adossés de même. On remarque que le blason est composé des symboles des deux anciennes seigneuries du village. |
| Blason de Vennezey | Détails | Le statut officiel du blason reste à déterminer. |